# Fort Gorgast
Das Fort Gorgast liegt im Dorf Gorgast an der Bundesstraße 1 zwischen Seelow und Küstrin-Kietz

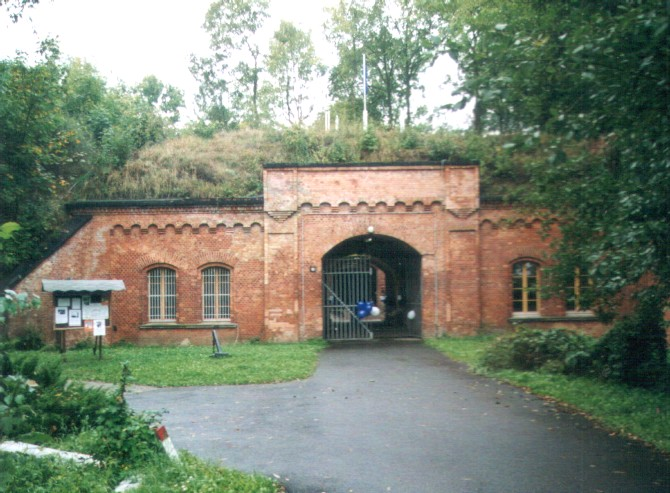
Außentor

## Geschichte
Nach dem Deutsch-Französischen Krieg von 1870/1871 wurde der Festungsbau im Deutschen Reich forciert. So sollte auch die Festung Küstrin einen starken Verteidigungsring aus vier Forts erhalten. Im Jahr 1883 erließ der preußische Kriegsminister Georg von Kameke die allerhöchste Kabinettsorder zur Errichtung eines Fort-Gürtels um Küstrin herum.
Das zwischen 1883 und 1889 erbaute Fort Gorgast ist das besterhaltene Außenfort der ehemaligen Festung Küstrin. Es sollte als einziges Fort das westliche Ufer der Oder kontrollieren sowie einen Rückzugsraum für Truppen bieten. Das Fort wurde auf Ackerland aus Sichtziegeln erbaut und ist von einem 42 Meter breiten und 3 Meter tiefen Wassergraben umgeben. Beim Bau waren auch Häftlinge des Zuchthauses Sonnenburg eingesetzt.
Es war ausgelegt für eine Besatzung von bis zu 310 Mann (200 bis 300 Infanteristen und 60 Artilleristen) und besteht aus eingeschossigen Sichtziegelbauten.
Dazu zählen u. a. das so genannte Blockhaus (mit Waffenplatz, das Torhaus mit Hindernisgitter, Zugbrücke und Wachkasematten), das Kriegspulvermagazin (in der Mittelkaserne), Kasernen sowie eine Brunnenanlage mit artesischem Brunnen mit Tank, der heute noch funktionsfähig ist.
Die Wohn- und Arbeitsräume des Fort waren mit Ofenheizung versehen. Bereits 1892 und 1893 wurden die Gewölbedecken des Pulvermagazins und der Munitionsmagazine mit einer Betonschicht verstärkt. Trotzdem war das Fort bei seiner Fertigstellung auf Grund der weiterentwickelten Waffentechnik (vor allem bei der Artillerie) und veränderter Militärstrategien bereits militärisch überholt und diente in den folgenden Jahren und Jahrzehnten hauptsächlich als Depot und Kaserne.
Die Schleifung der Festung Küstrin nach dem Ersten Weltkrieg überstand das Fort unbeschädigt. Auch am Ende des Zweiten Weltkrieges wurde das zu dieser Zeit u. a. als Hilfslazarett genutzte Fort Gorgast trotz der schwersten Kämpfe um die Seelower Höhen im Frühjahr 1945 nicht zerstört. Das Fort wurde von der Roten Armee besetzt, die Teile des Forts nach 1945 durch Sprengung zerstörte.
Zunächst nutzte die Rote Armee das Fort Gorgast, bevor es später der NVA der DDR zur Nutzung überlassen wurde, die es u. a. als Munitionslager nutzte. Nach der deutschen Wiedervereinigung ging das Fort in den Besitz der Gemeinde Gorgast über, die sich zusammen mit einem Förderverein um den Erhalt und die denkmalgerechte Nutzung der Festungsanlage bemüht. Seit dem 9. September 1997 steht das Fort Gorgast unter Denkmalschutz.
Das Fort Gorgast kann ganzjährig Montag bis Freitag von 10:00 Uhr bis 16:00 Uhr und von Mai bis Oktober zusätzlich Samstag und Sonntag von 10:00 Uhr bis 16:00 Uhr besichtigt werden. Führungen sind unabhängig von der Personenzahl immer nach Voranmeldung möglich.

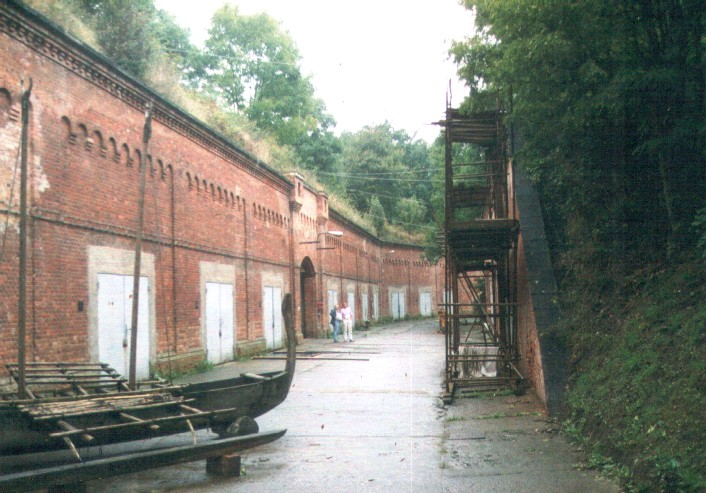
Außenkaserne
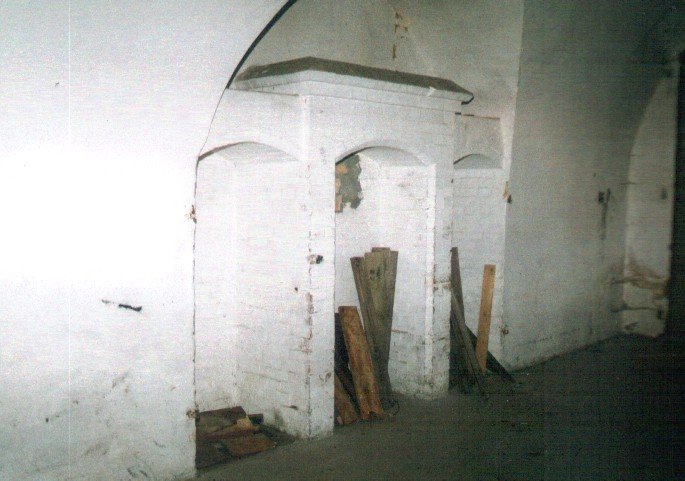
Ofen-Nischen in der Kasematte
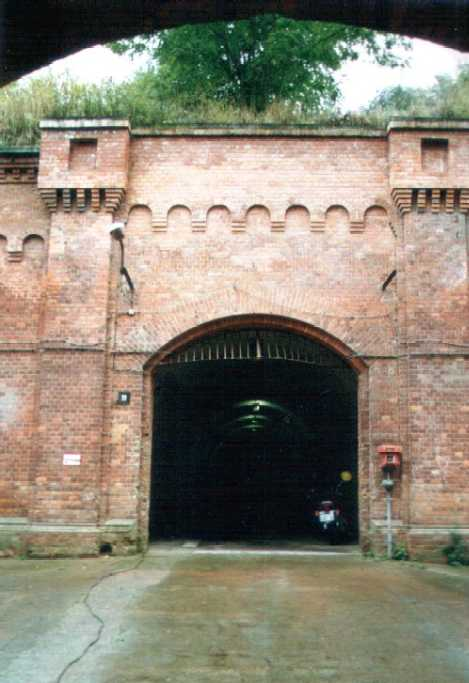
Tor zur inneren Kaserne
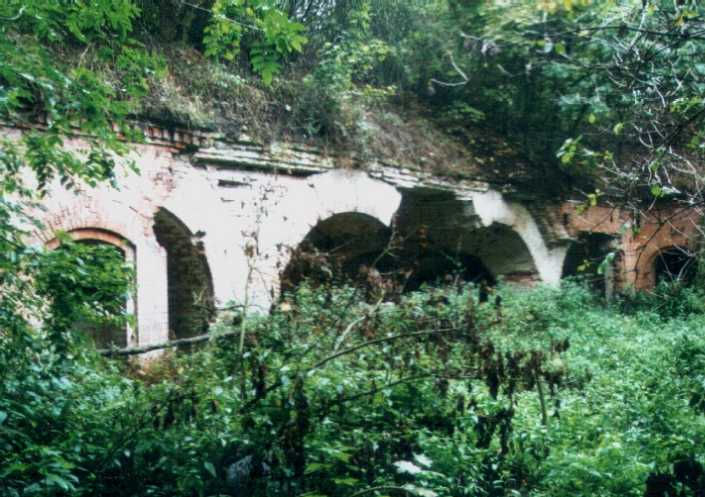
Gesprengtes Gebäude
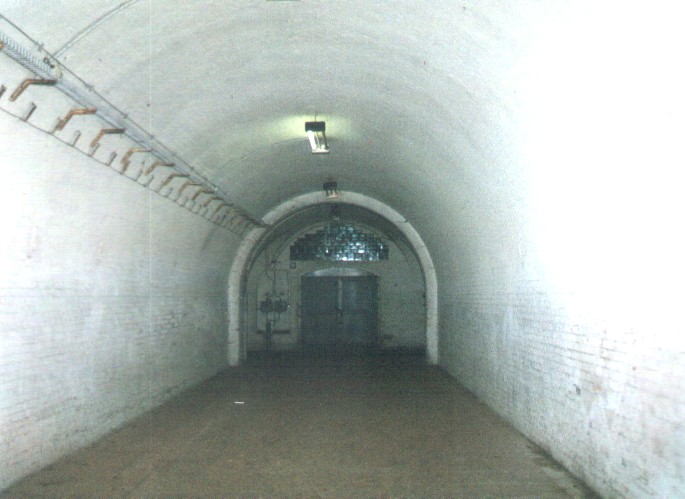
Hauptpoterne
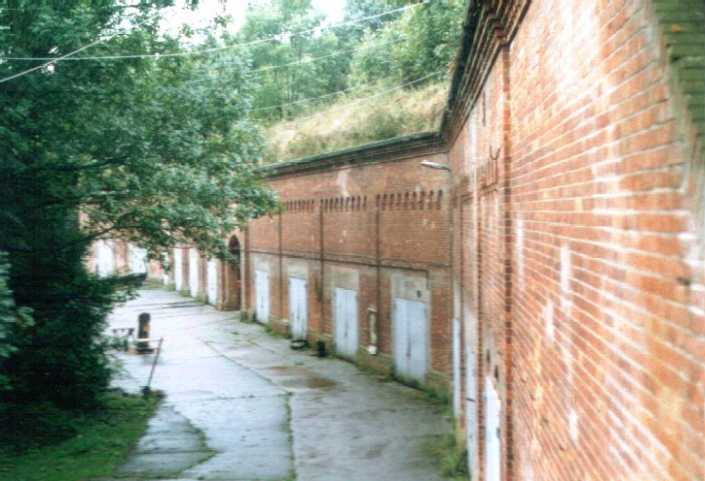
Innenkaserne

## Außenforts der Festung Küstrin
1. Fort Gorgast (Gorgast – Bundesrepublik Deutschland)
2. Fort Zorndorf (Sarbinowo – Polen)
3. Fort Tschernow (Czarnów – Polen)
4. Fort Säpzig (Żabice – Polen)